# Bustince-Iriberry
Bustince-Iriberry (baskisch Buztintze-Hiriberri) ist eine französische Gemeinde mit 104 Einwohnern (Stand 1. Januar 2022) im Département Pyrénées-Atlantiques in der Region Nouvelle-Aquitaine (vor 2016: Aquitanien). Die Gemeinde gehört zum Arrondissement Bayonne und zum Kanton Montagne Basque (bis 2015: Kanton Saint-Jean-Pied-de-Port).
Die Einwohner werden entsprechend buztintzear oder hiriberritar genannt.

## Geographie
Bustince-Iriberry liegt ca. 55 km südöstlich von Bayonne in der Region Pays de Cize in der historischen Provinz Nieder-Navarra im französischen Teil des Baskenlands.
Umgeben wird der Ort von den Nachbargemeinden:
| Jaxu                |                                             | Ainhice-Mongelos         |
|                     | Kompassrose, die auf Nachbargemeinden zeigt | Lacarre                  |
| Saint-Jean-le-Vieux |                                             | Bussunarits-Sarrasquette |

Bustince-Iriberry liegt im Einzugsgebiet des Flusses Adour. Ein Nebenfluss des Laurhibar, der Ruisseau Arzuby, und seine Zuflüsse Ruisseau Tosca, Jaxubiko Erreka und Apatéko Erreka durchströmen die Gemeinde.

## Geschichte
Bustince ist 1307 erstmals in der Form Bustintz erwähnt. Während des Mittelalters befand sich eine Komturei des Johanniterordens von Aphat-Ospital bei Saint-Jean-le-Vieux zur Aufnahme und Pflege von Pilgern auf dem Jakobsweg nach Santiago de Compostela in Bustince. Weitere Toponyme von Bustince waren in der Folge Buztinçe (1350), Buztintz (1366), Buztinz (1513, Manuskripte aus Pamplona), Buztince (1621, nach Martin de Viscay), Beata Maria de Bustince (1686, Manuskripte des Bistums Bayonne) und Bustinze (1703, Inspektionen des Bistums Bayonne).
Iriberry ist ursprünglich aus einer Bastide entstanden und wurde 1120 erstmals mit ihrem Namen Villa nova erwähnt. Toponyme von Iriberry waren in der Folge Vila nova (1249), Bilanova (1305), Villa nueva (1305), Viellanave (1366), Villanova (1513, Manuskripte aus Pamplona), Villanueva (1621, nach Martin de Viscay) und Villeneuve oder für gewöhnlich Iriberry (1708, Ordnung der Kommanderie von Aphat-Ospital). Zu beachten ist, dass Villeneuve (deutsch Neustadt) die Übersetzung des baskischen Iriberry ist.
Auf der Karte von Cassini 1750 ist Bustince als Bustincé, Iriberry mit der heutigen Namensgebung eingetragen. Deutlich ist das Apat-hôpital bei Saint-Jean-le-Vieux zu erkennen. Während der Französischen Revolution wurden die beiden Gemeinden Bustince und Iriberry zur neuen Gemeinde Bustince-Iriberry vereinigt.

### Einwohnerentwicklung
Nach einem Höchststand von fast 350 Einwohnern in der Mitte des 19. Jahrhunderts ist die Zahl bei kurzen Phasen von Stabilisierungen am Ende des 19. Jahrhunderts und in den 1930er Jahren bis heute auf unter 100 zurückgegangen.
| Jahr      | 1962 | 1968 | 1975 | 1982 | 1990 | 1999 | 2006 | 2009 | 2022 |
| --------- | ---- | ---- | ---- | ---- | ---- | ---- | ---- | ---- | ---- |
| Einwohner | 138  | 138  | 115  | 112  | 111  | 94   | 89   | 94   | 104  |

## Sehenswürdigkeiten

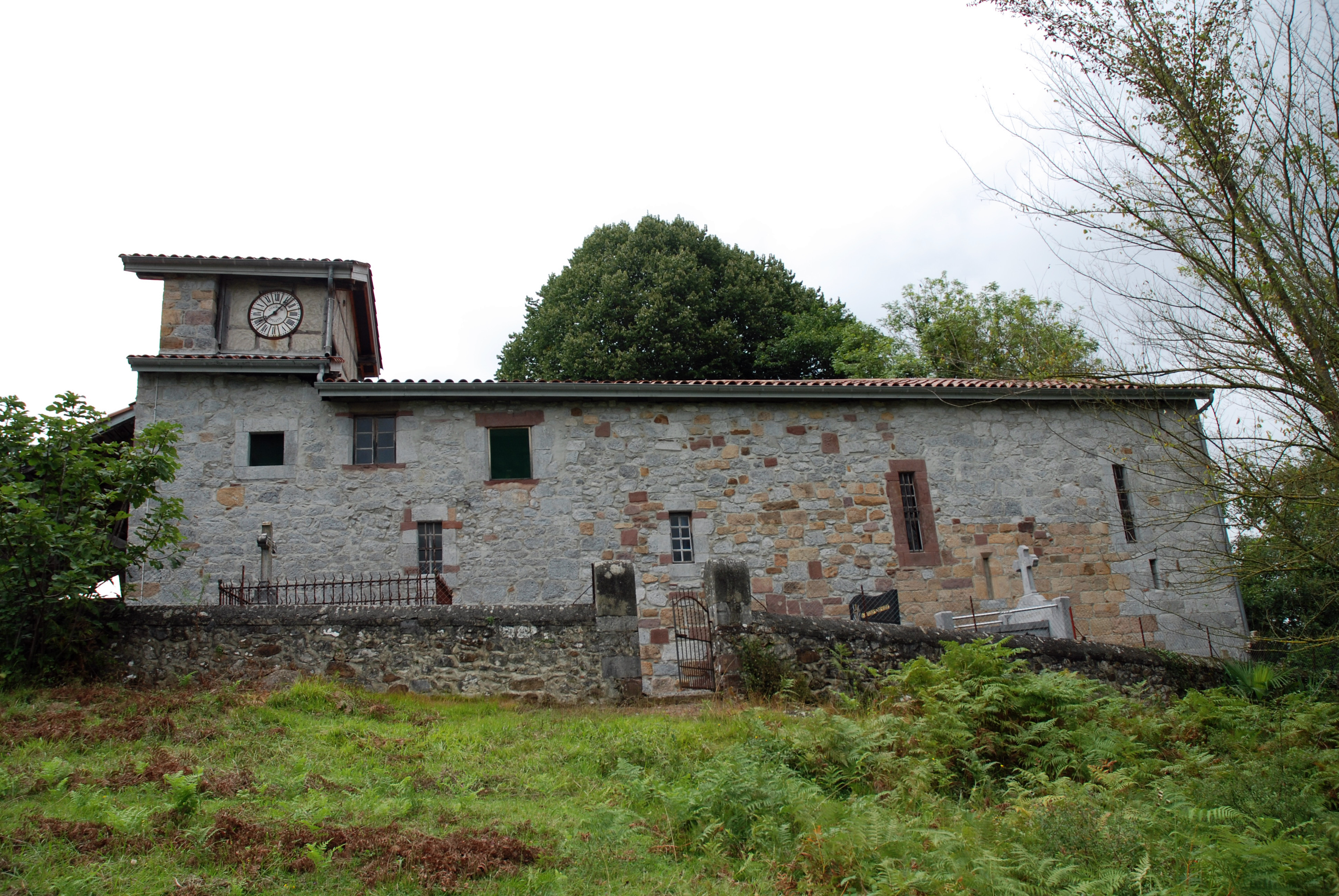
Kirche de l’Assomption-de-la-Bienheureuse-Vierge-Marie in Bustince

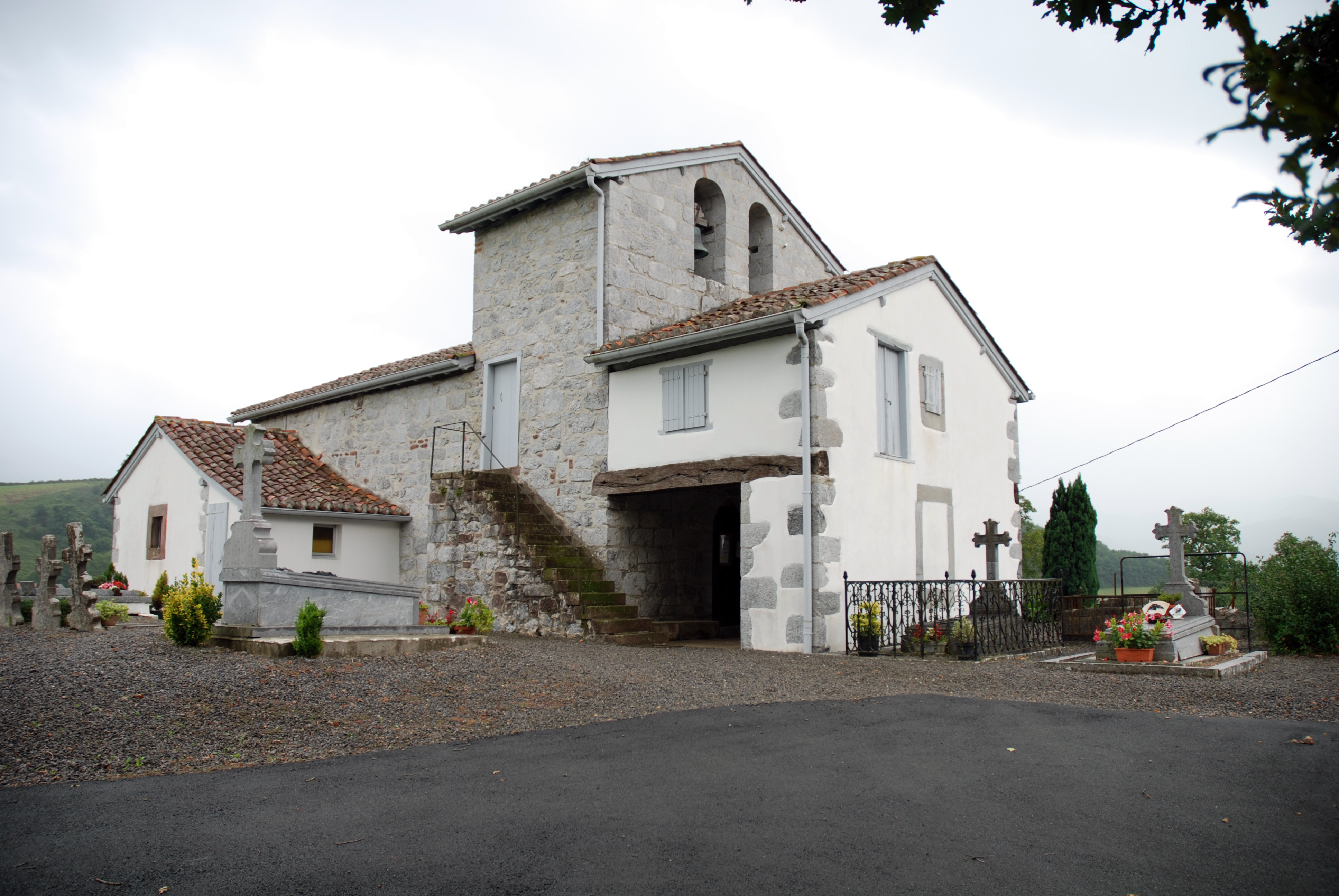
Kirche Saint-Vincent in Iriberry

- Kirche, gewidmet Mariä Himmelfahrt in Bustince. Die auf einer kleinen Anhöhe über dem Ortskern gelegene Kirche wurde im 11. und im 13. Jahrhundert in der Nähe eines mittelalterlichen Turms errichtet. Bis heute hat sie ihr einschiffiges Langhaus mit einer flachen Apsis behalten. Im 14. oder 15. Jahrhundert scheint sie restauriert worden zu sein. Der westliche Eingang mit Spitzbogen stammt aus dieser Epoche. Weitere Restaurierungen sind im 17. oder zu Beginn des 18. Jahrhunderts, im 19. sowie im 20. Jahrhundert durchgeführt worden.[9]
- Kirche Saint-Vincent in Iriberry. Die ältesten Teile der Architektur der heutigen Kirche stammen aus der gotischen Epoche im 15. Jahrhundert. Das mittlere Mauerwerksverband und der Eingang im Osten stammen aus dieser Zeit, als die Kirche wahrscheinlich umgebaut wurde, während die Fundamente wahrscheinlich romanischen Ursprungs sind. Die Kirche wurde im 17. Jahrhundert restauriert und im 19. Jahrhundert erneut umgebaut, bei dem der zweistöckige Eingangsvorbau errichtet wurde, dessen obere Etage lange Zeit als Schulraum genutzt wurde. Das Langhaus mit einer seitlich angebauten Sakristei birgt lediglich ein Kirchenschiff und ist mit einer flachen Apsis abgeschlossen. Der Glockenturm, der Langhaus und Vorbau überragt, ist zwischen diesen errichtet und besitzt zwei bogenförmige Öffnungen, in denen die Kirchenglocken aufgehängt sind. An seiner Seite führt eine Treppe über einen separaten Eingang zu den Emporen im Innern der Kirche. Diese sind traditionell den Männern während einer Messe vorbehalten.[10]

- Bauernhaus Nagila. Es ist auf der Liste der Adelssitze des Königreichs Navarra 1366 als naguila erwähnt worden. Das heutige Gebäude stammt aus dem Jahre 1767, wie die Inschrift „DOMINGO DE NAGUILA GRACIANNA IRULEGUI 1767“ auf der Fassade des Wohntrakts belegt. Es handelt sich um einen umfangreichen Umbau oder sogar Neubau, was sich an den Stürzen der Fenster und am Eingang zu erkennen ist. Dieser ist umrandet von Steinen aus abwechselnd rotem Sandstein und weißem Kalkstein, die zusammen die Form einer Flasche bilden. Weitere Umbauten erfolgten im 19. und 20. Jahrhundert, insbesondere der Anbau des Balkons an der linken Seite des Hauses. Der Kamin in der Küche trägt das Datum 1838.[11]

- Bauernhaus Salanoa. Es ist auf der Liste der Adelssitze des Königreichs Navarra 1366 als salanoa erwähnt worden. Das heutige Gebäude stammt wahrscheinlich aus dem frühen 17. Jahrhundert, wie die Inschrift „AÑO 1602“ auf der Fassade dokumentiert. Im Laufe des 18. Jahrhunderts ist das Gebäude aufgestockt und im 19. und 20. Jahrhundert restauriert worden. Das Bauernhaus ist traditionell mit einem eskaratz, einem zentralen Flur aufgeteilt, von dem alle anderen Zimmer des Wohnhauses ausgehen. Eine Besonderheit bei diesem Haus sind zwei Paare von tragenden Steinsäulen im eskaratz anstelle der sonst üblichen Ständer aus Holz.[12]

- Bauernhaus Hegilurrea. Es wurde als Adelssitz 1366 als heguillior, 1412 als heguilior erwähnt. Der mittlere Teil des heutigen Gebäudes stammt wahrscheinlich aus der ersten Hälfte des 17. Jahrhunderts, bei dem der ursprüngliche Bau aufgestockt wurde. Die Fensteröffnungen wurden im 19. Jahrhundert verbessert.[13]

- Friedhof von Bustince-Iriberry. Dort stehen mehrere der scheibenförmigen Grabstelen, genannt Hilarri, die an die Tradition der vorchristlichen Zeit anknüpfen. Diese traditionellen Stelen sind mit baskischen Kreuzen oder anderen Motiven versehen und wurden am Kopf des Toten gegen die aufgehende Sonne aufgestellt. Der Name des Verstorbenen bleibt aber stets ungenannt. Auf dem Friedhof von Bussunarits-Sarrasquette gibt es aber auch mit Navarrakreuzen versehene Gräber.[14]

Hilarri auf dem Friedhof von Bustince-Iriberry
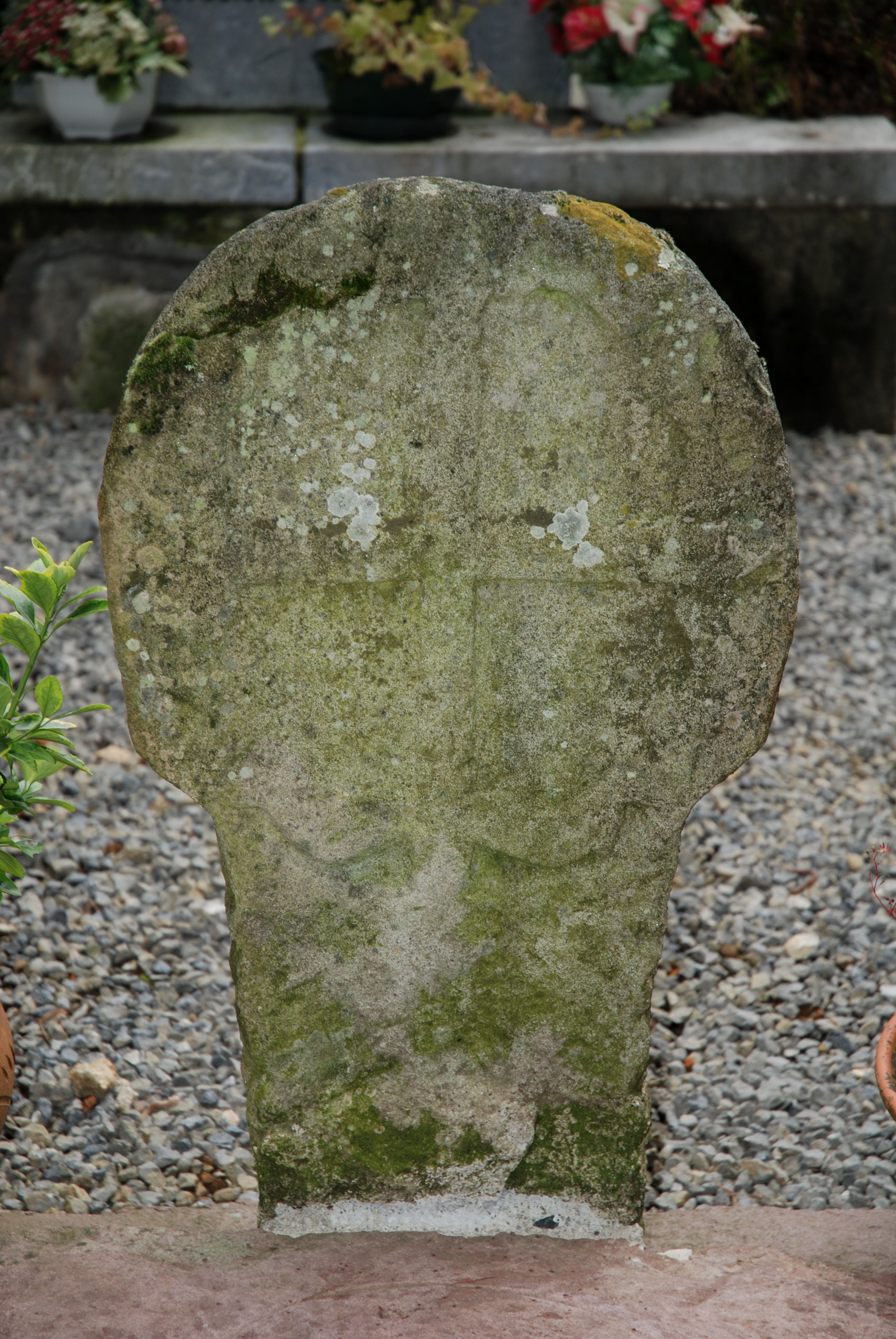
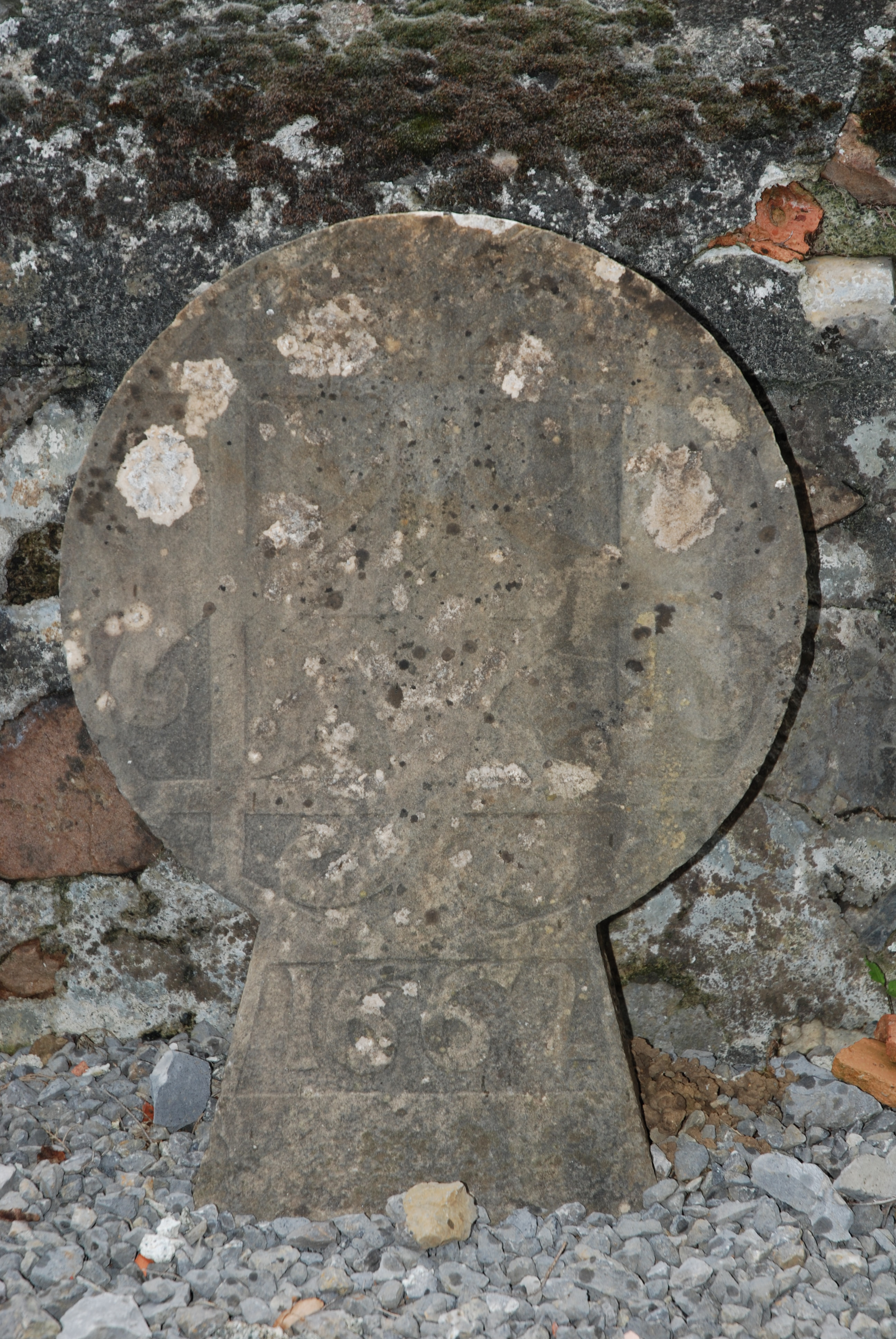
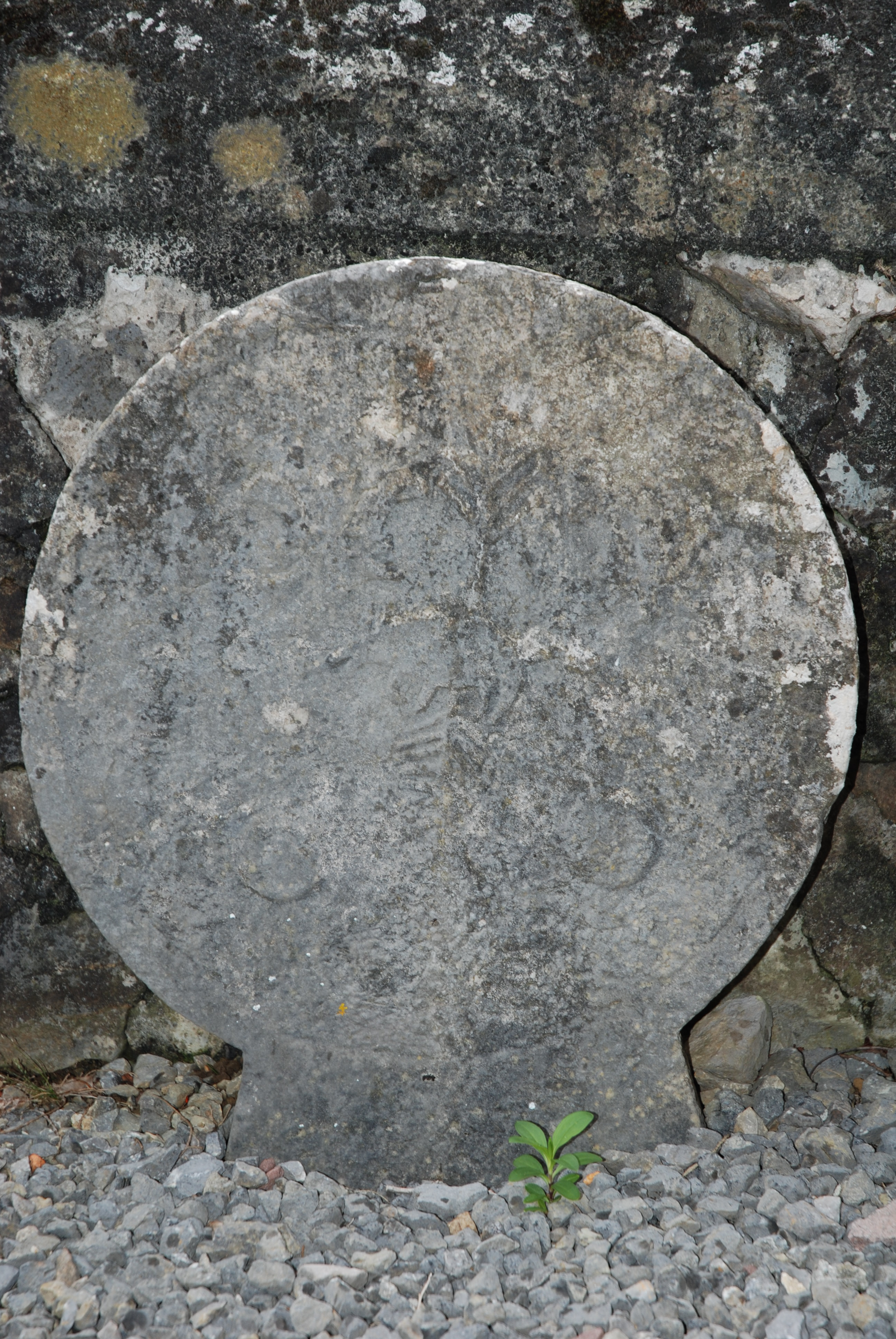
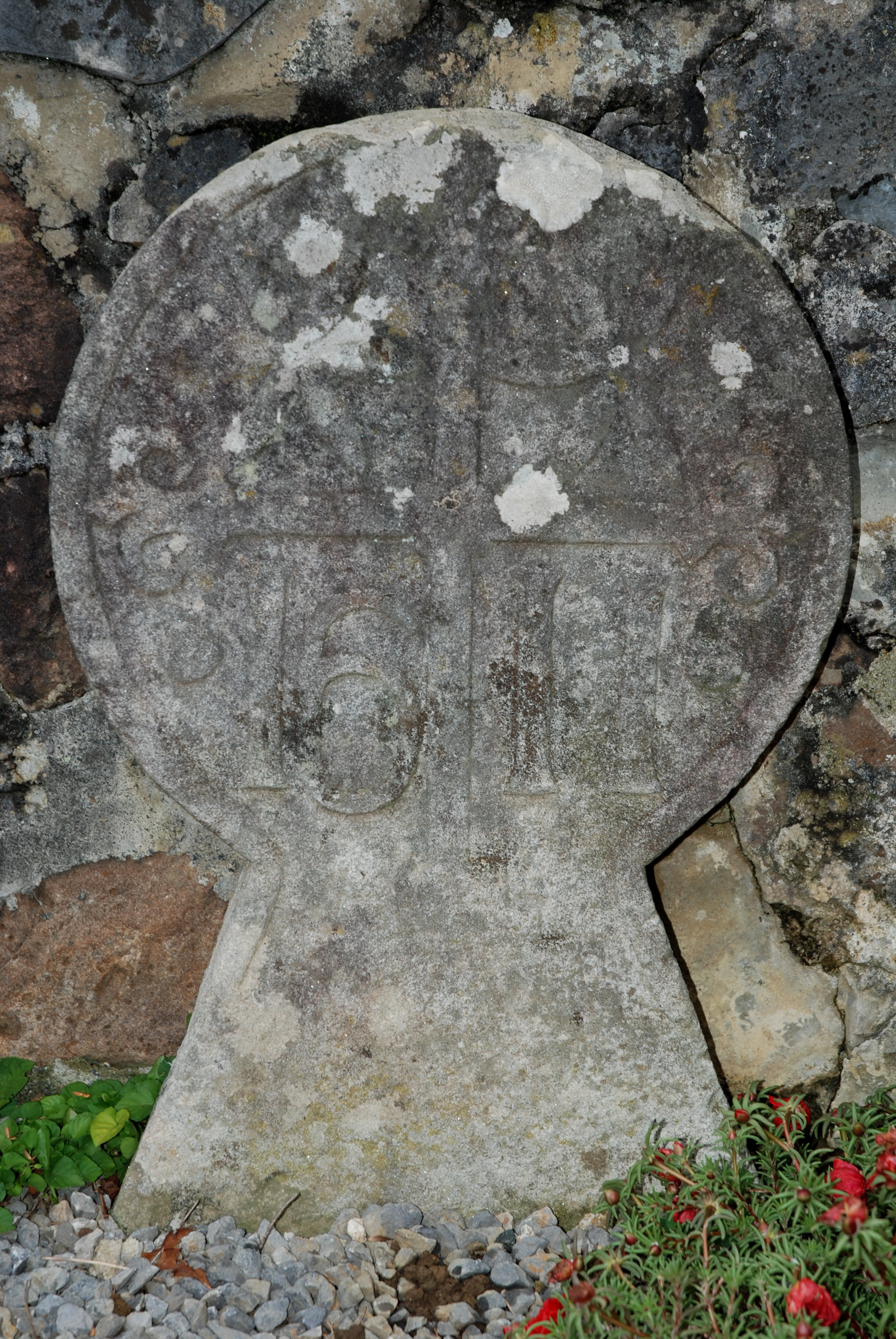
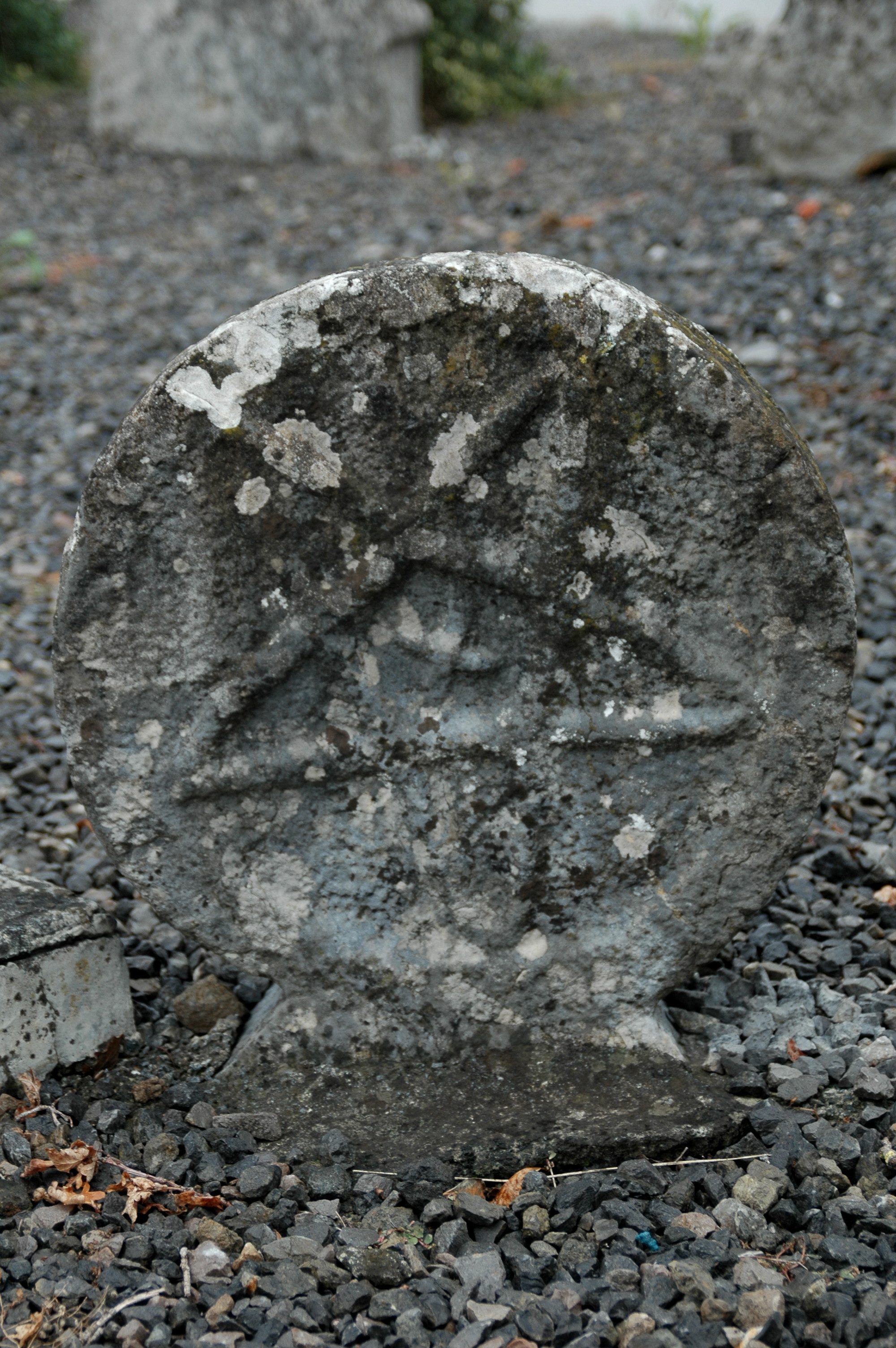
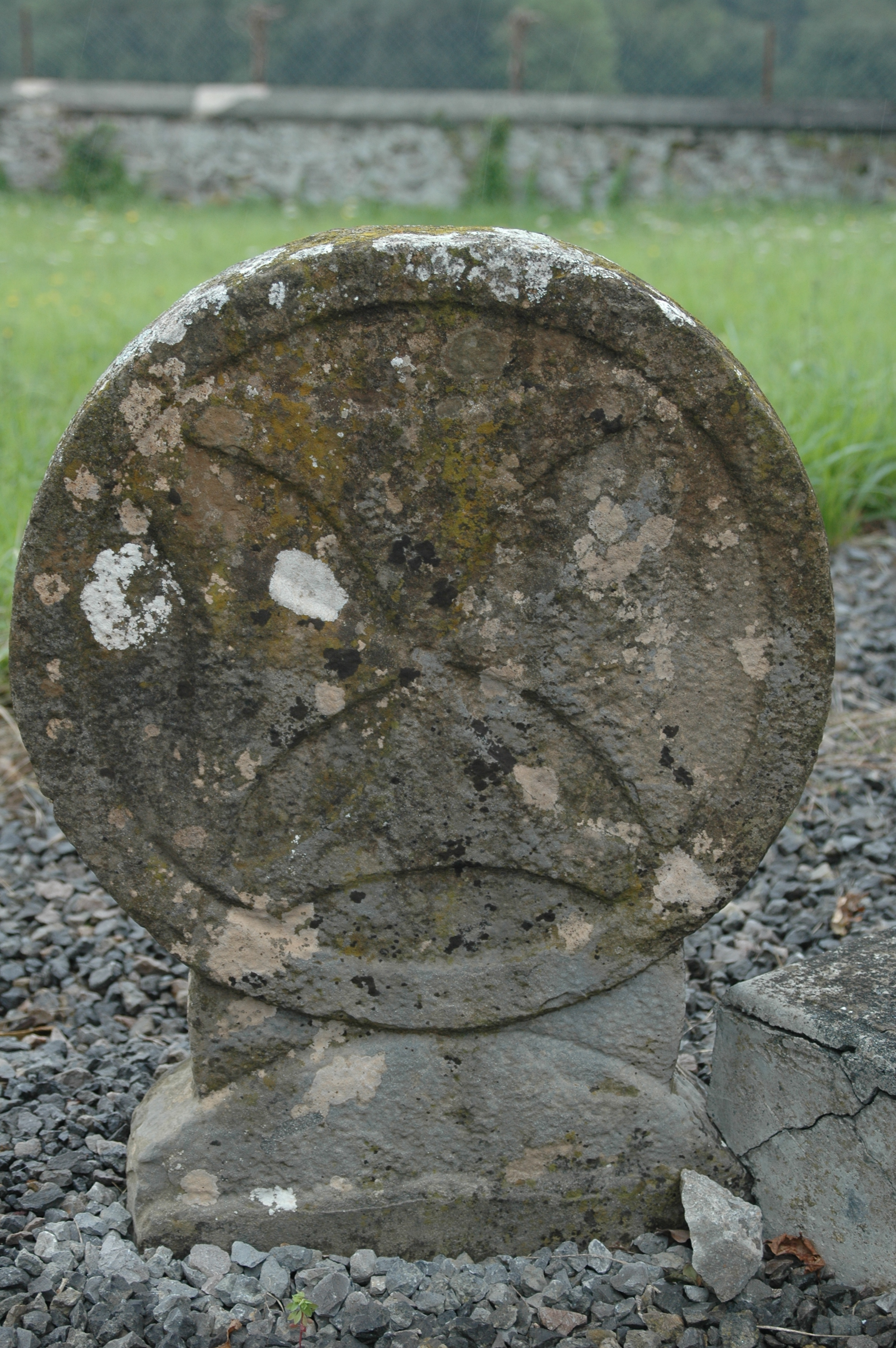
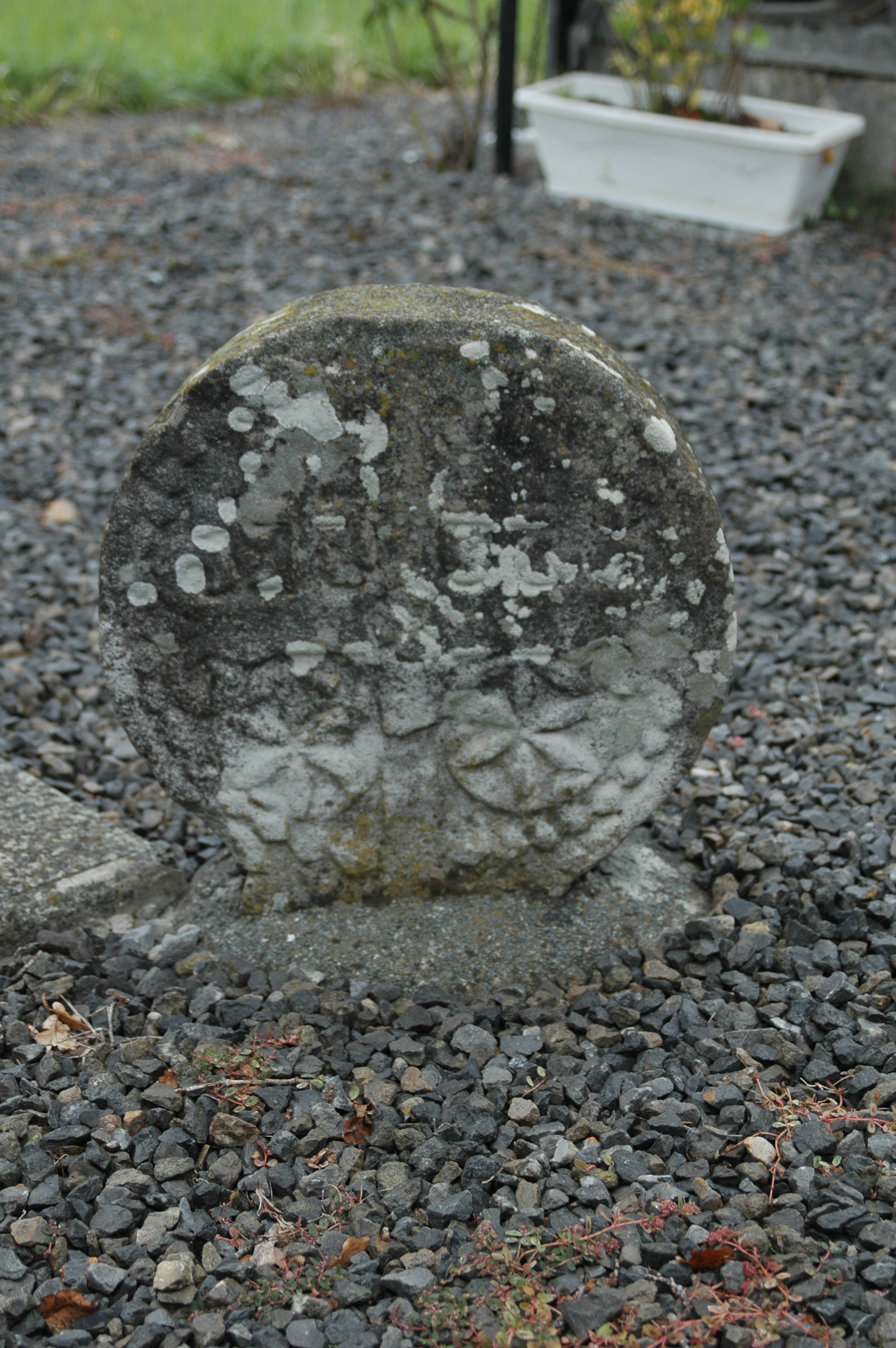
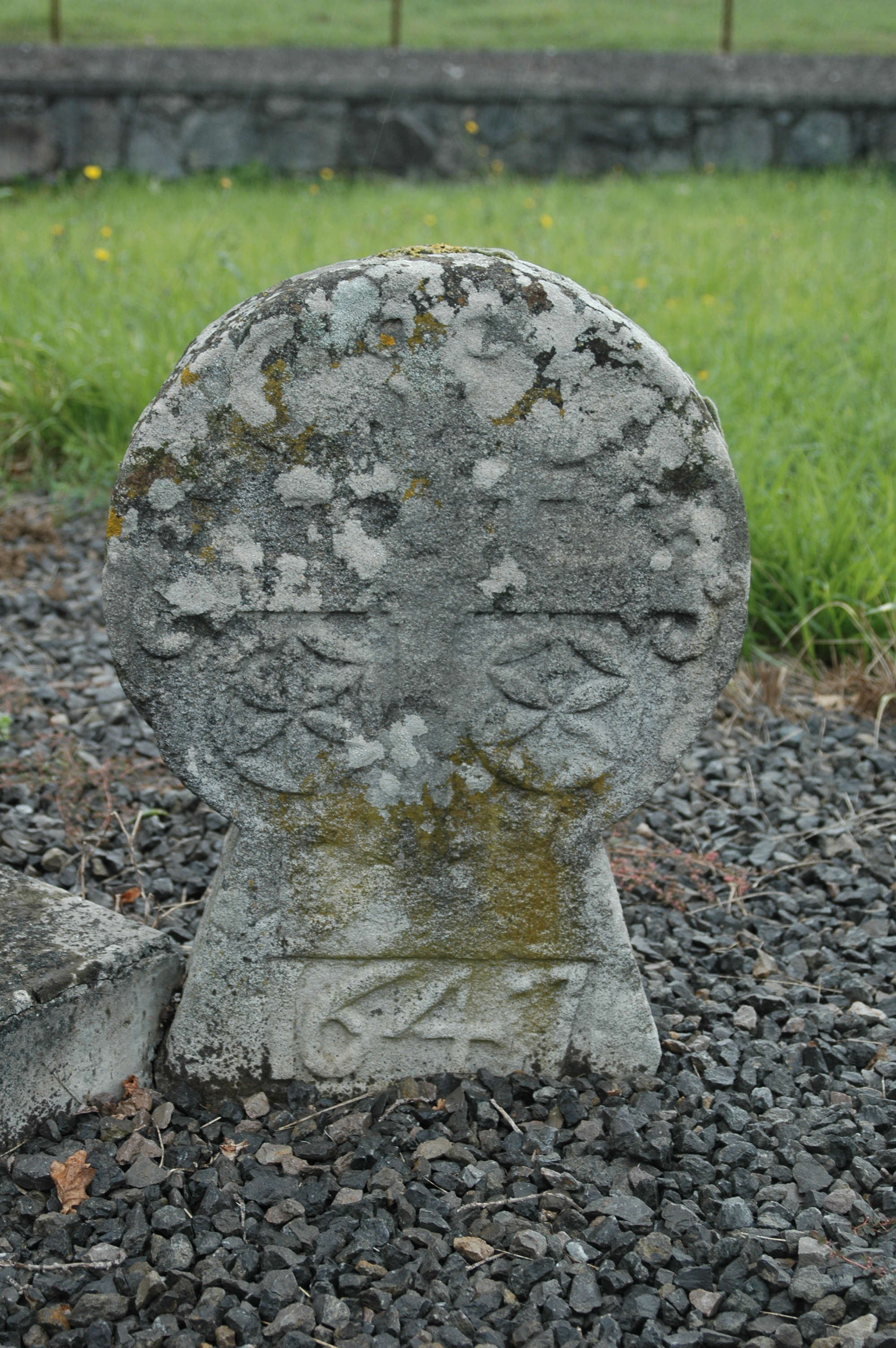
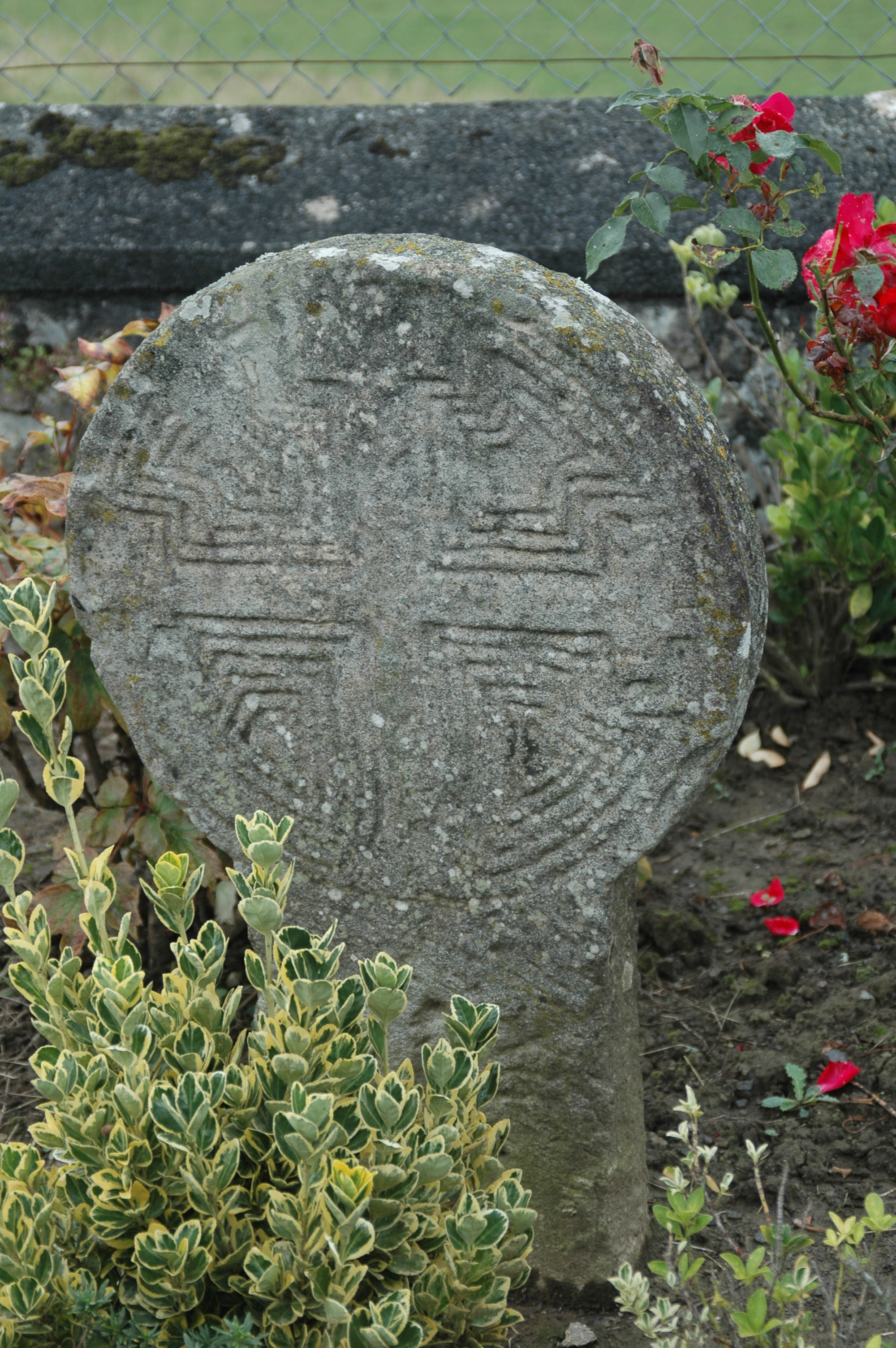
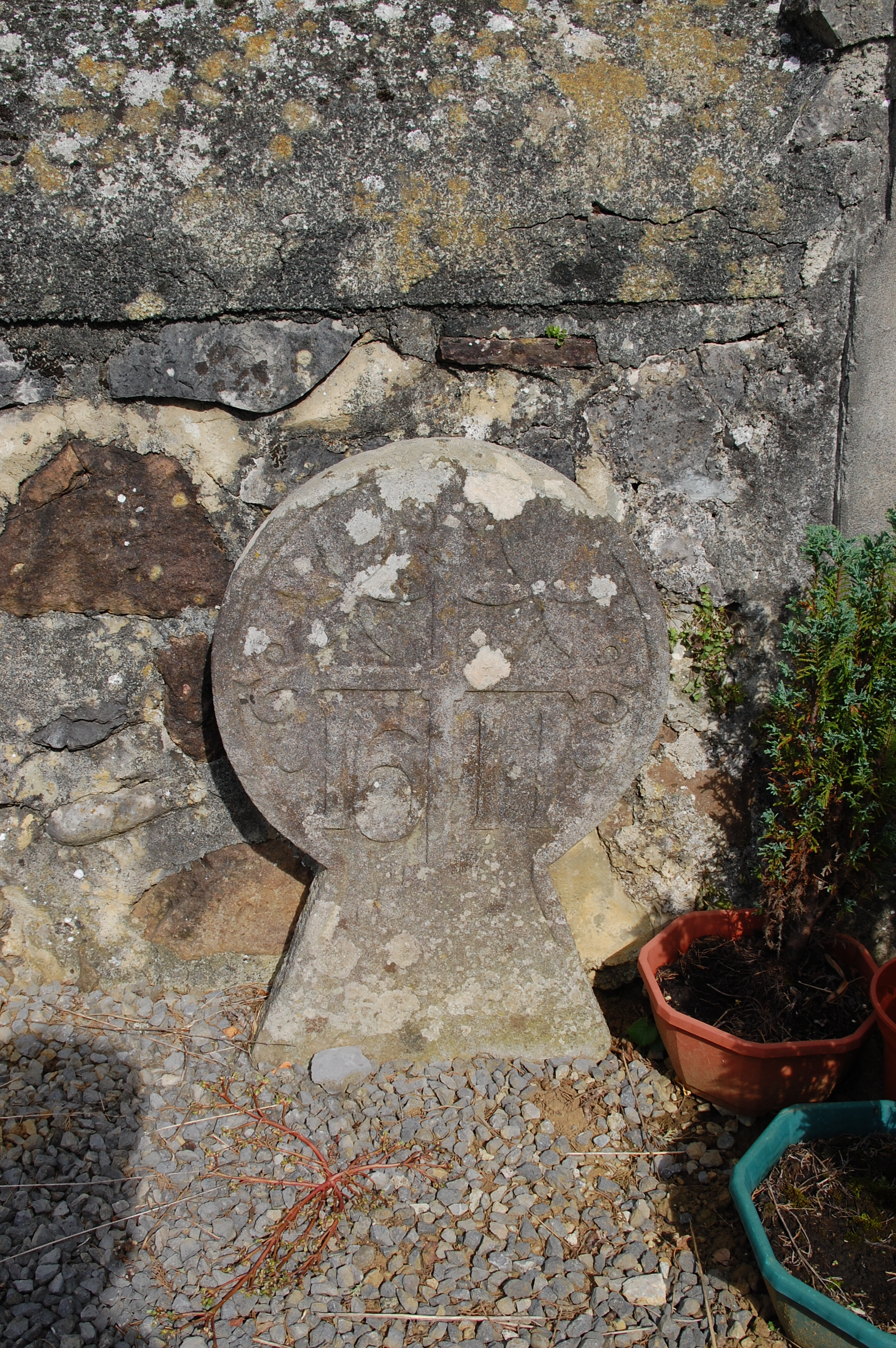
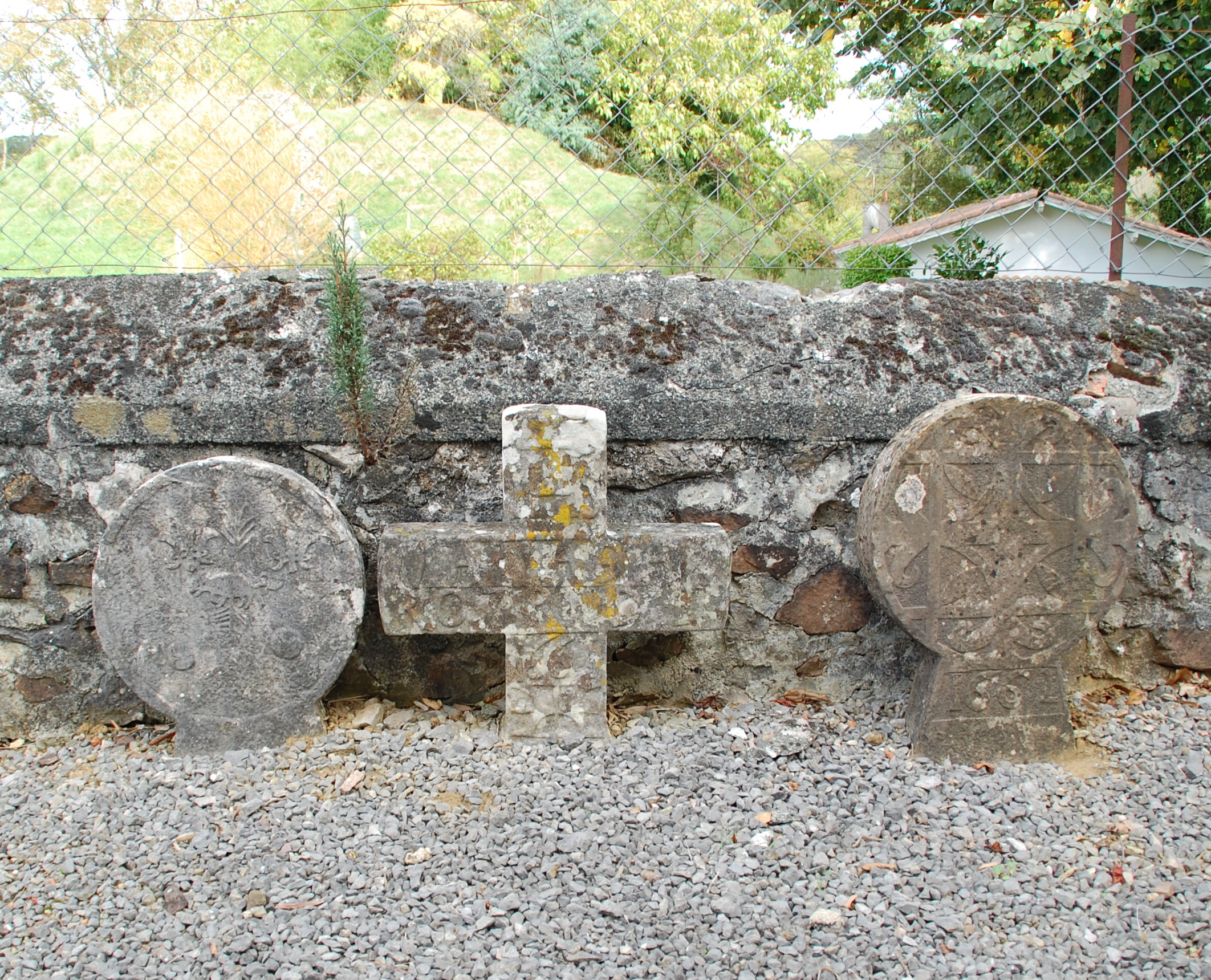

## Wirtschaft und Infrastruktur

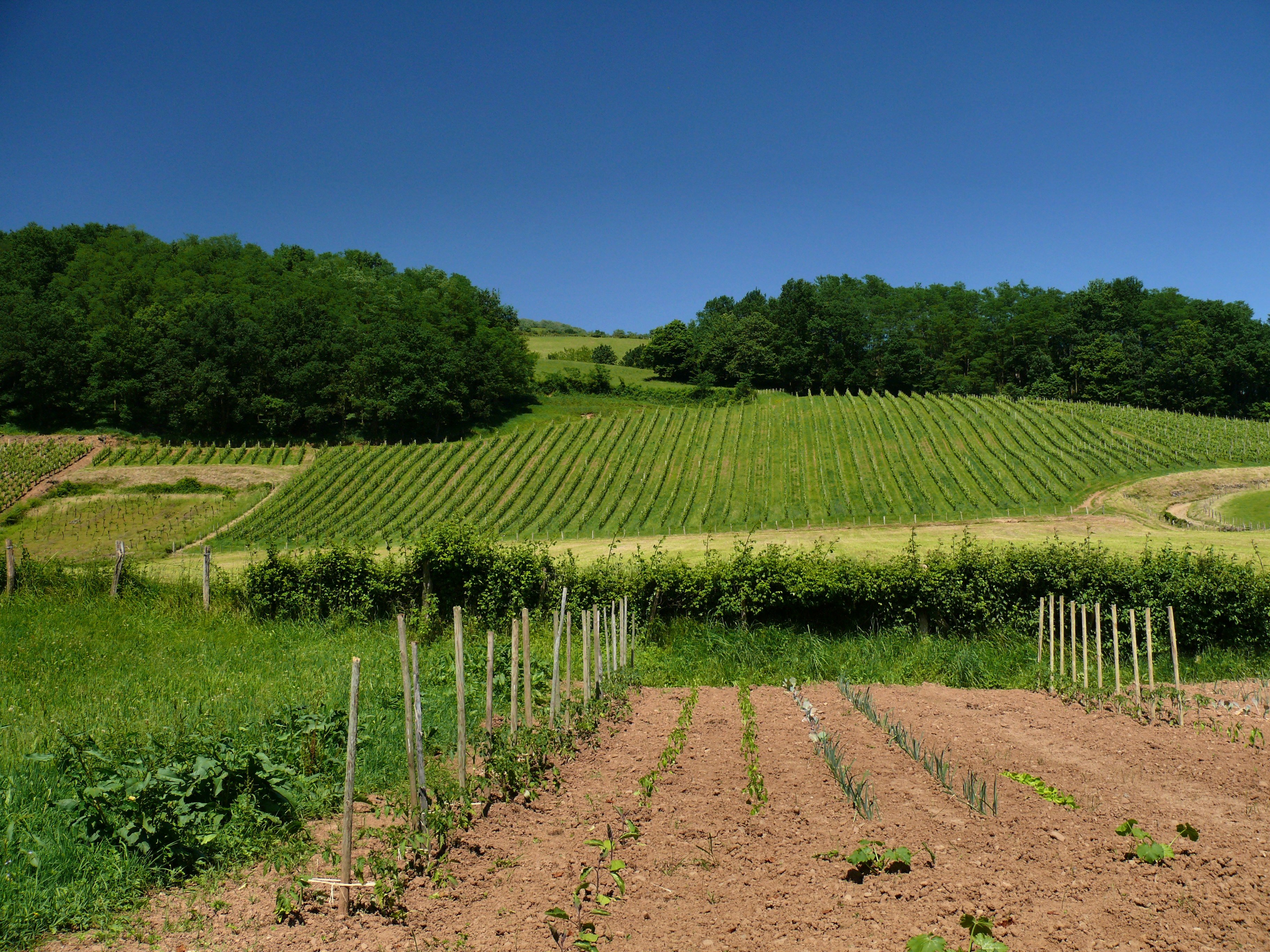
Weinberg mit Irouléguy-Reben

Die Landwirtschaft ist eines der wichtigsten Wirtschaftsfaktoren der Gemeinde. Außerdem befindet sich eine Sandgrube auf dem Gebiet der Gemeinde, in der Sand und Granulat abgebaut werden. Bustince-Iriberry liegt in den Zonen AOC des Weinanbaugebiets des Irouléguy, des Ossau-Iraty, ein traditionell hergestellter Schnittkäse aus Schafmilch, sowie der Schweinerasse und des Schinkens „Kintoa“.

### Verkehr
Bustince-Iriberry wird durchquert von der Route départementale 933 (ehemalige Route nationale 133).